# Édison Viteri
Édison F.Viteri – ekwadorski zapaśnik walczący w obu stylach. Zajął piąte miejsce na igrzyskach panamerykańskich w 1991 i mistrzostwach panamerykańskich w 1991 i 1994. Złoty medalista igrzysk Ameryki Południowej w 1990 i brązowy w 1990 i 1994. Drugi na igrzyskach boliwaryjskich w 1993. Trzykrotnie na podium mistrzostw Ameryki Południowej w 1990 i 1993 roku.